# Karstquelle Brünsee
Koordinaten: 48° 46′ 13,7″ N, 10° 42′ 51,7″ O
Die Karstquelle Brünsee ist eine als Naturdenkmal mit Nr. ND-06592 ausgewiesene Karstquelle bei Harburg in Schwaben.

## Beschreibung

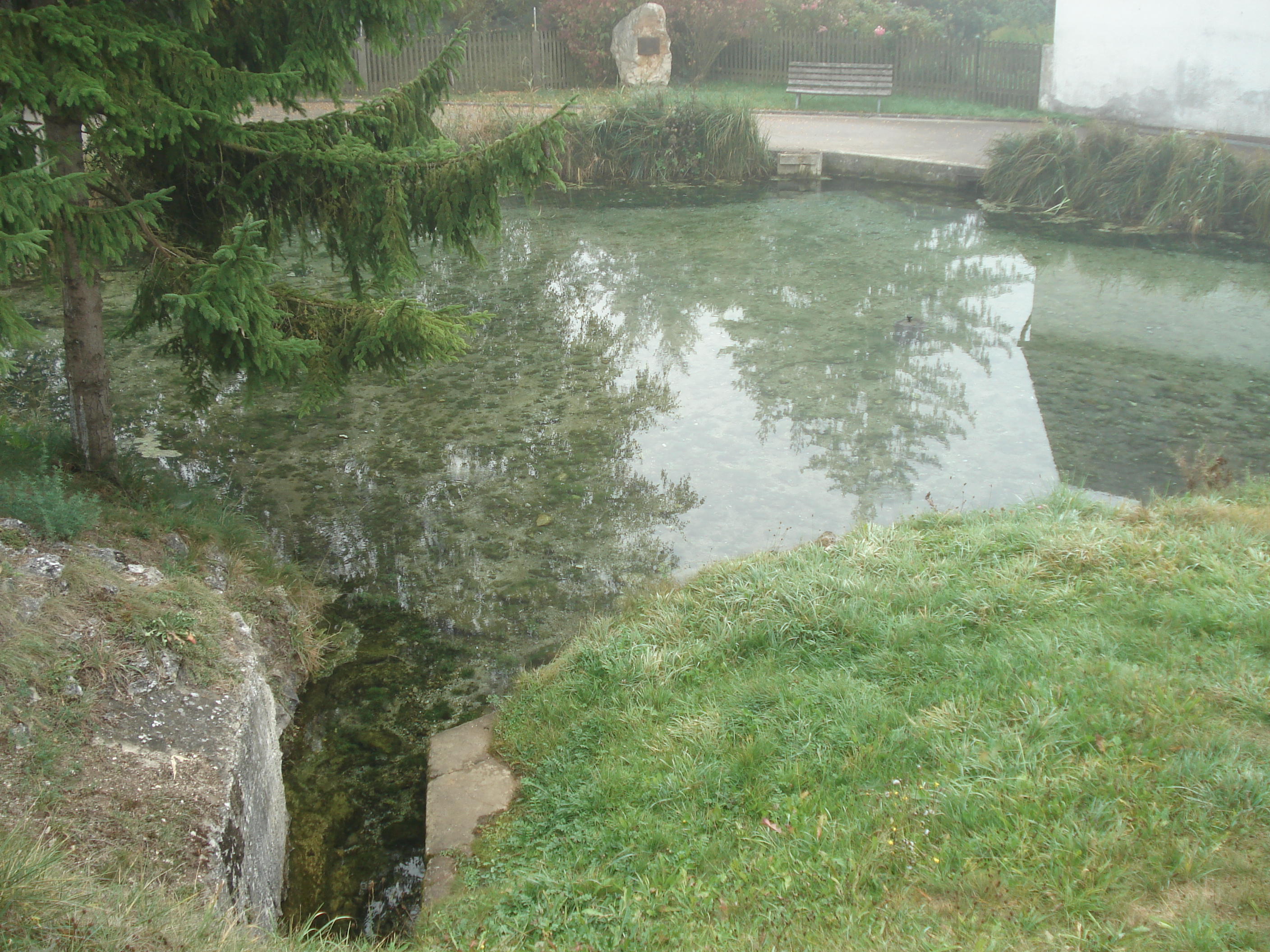
Quellbecken mit einfließender seitlicher Quelle

Die Quelle liegt mitten im Ortsteil Brünsee. Es handelt sich um ein aufgestautes Quellbecken, in dem mehrere Quellaustritte vorhanden sind. Weitere kleine Quellen ergießen sich seitlich in das Becken. Der abfließende Bach mündet nach etwa 30 m in einen Altarm der Wörnitz. Die Quelle ist vom Bayerischen Landesamt für Umwelt als bedeutendes Geotop (Geotop-Nummer: 779Q002) ausgewiesen.